# 都勝
都勝，明朝寧津人，明朝軍事將領。
早年襲職南京羽林左衛指揮僉事，成化初年，升任都指揮僉事，在揚州備軍抵禦日本倭寇，并擊敗鹽徒作亂者。尹旻等人舉薦其有將才，命充參將，協同王信治理漕運。后奉旨輸送萬石米抵達陝西賑災。王信死後，其升任都指揮使，任總兵官擔任漕運總督。弘治年間，改為都督僉事帶俸南京前府。